# 新妻聖子
新妻聖子（1980年10月8日—），日本女演員兼歌手，所屬經紀公司為尾木製作。出生於愛知縣稻澤市祖父江町，血型為AB型，身高156公分，畢業於上智大學法學院國際關係法學系。

## 略歷
由於父親工作的緣故，自11歲起約7年間在泰國生活。從曼谷的國際學校畢業後，回到日本進入上智大學法學院國際關係法學系。
2002年大學在學中於TBS電視台節目『國王的早午餐』作為播報員於藝能界出道。
2003年參與音樂劇『悲慘世界』演出愛波寧一角。接著擔任了『西貢小姐』的主角金，之後便以音樂劇為主軸活動。
2006年7月19日為NHK電視台晨間劇『純情閃耀』演唱劇中插入曲「夢之翼」而作為歌手出道。
2010年主演電影『andante〜稻之旋律〜』，並擔任主題歌「andante」的作詞者、作曲則由姊姊新妻由佳子負責。
2017年6月15日宣布結婚，2018年2月11日宣布懷孕，同年7月20日產下長子。

## 得獎紀錄
- 2005年 - 第31回菊田一夫演劇賞受賞（「21C：マドモアゼル・モーツァルト」モーツァルト 役 / 「サド侯爵夫人」ルネ 役）
- 2006年 - 第61回文化庁芸術祭演劇部門新人賞受賞（「マリー・アントワネット」マルグリット・アルノー 役）
- 2016年 - 第7回岩谷時子賞奨励賞受賞[6]

## 外部連結
- 官方网站（日語）
- SEIKO NIIZUMA OFFICIAL BLOG的Ameba部落格（日語）
- 新妻聖子的Facebook專頁（日語）
- 新妻聖子的X（前Twitter）（日語）
- 新妻聖子的Instagram帳戶（日語）